# Pferrenberg
Pferrenberg (westallgäuerisch: Pfärrəbərg) ist ein Gemeindeteil der Gemeinde Grünenbach im bayerisch-schwäbischen Landkreis Lindau (Bodensee).

## Geografie
Der Weiler liegt circa vier Kilometer südöstlich des Hauptorts Grünenbach, bzw. 1,5 Kilometer südöstlich von Ebratshofen und gehört der Region Westallgäu an. Südlich des Orts liegt der 942 Meter hohe Fernberg.

## Ortsname
Der Ortsname leitet sich vermutlich vom mittelhochdeutschen Wort pharre bzw. pherre für Pfarrkirche ab und bedeutet in etwa Berg, der zur Pfarrkirche – vermutlich Ebratshofen – gehört.

## Geschichte
Pferrenberg wurde erstmals urkundlich im Jahr 1621 mit Hansen Lerpscher ufm Pfärrenberg erwähnt. 1791 fand die Vereinödung in Pferrenberg mit sechs Teilnehmern statt. Der Ort gehörte einst der Herrschaft Hohenegg und später der Gemeinde Ebratshofen an. Im Jahr 2007 wurde die Franziskuskapelle im Ort geweiht.

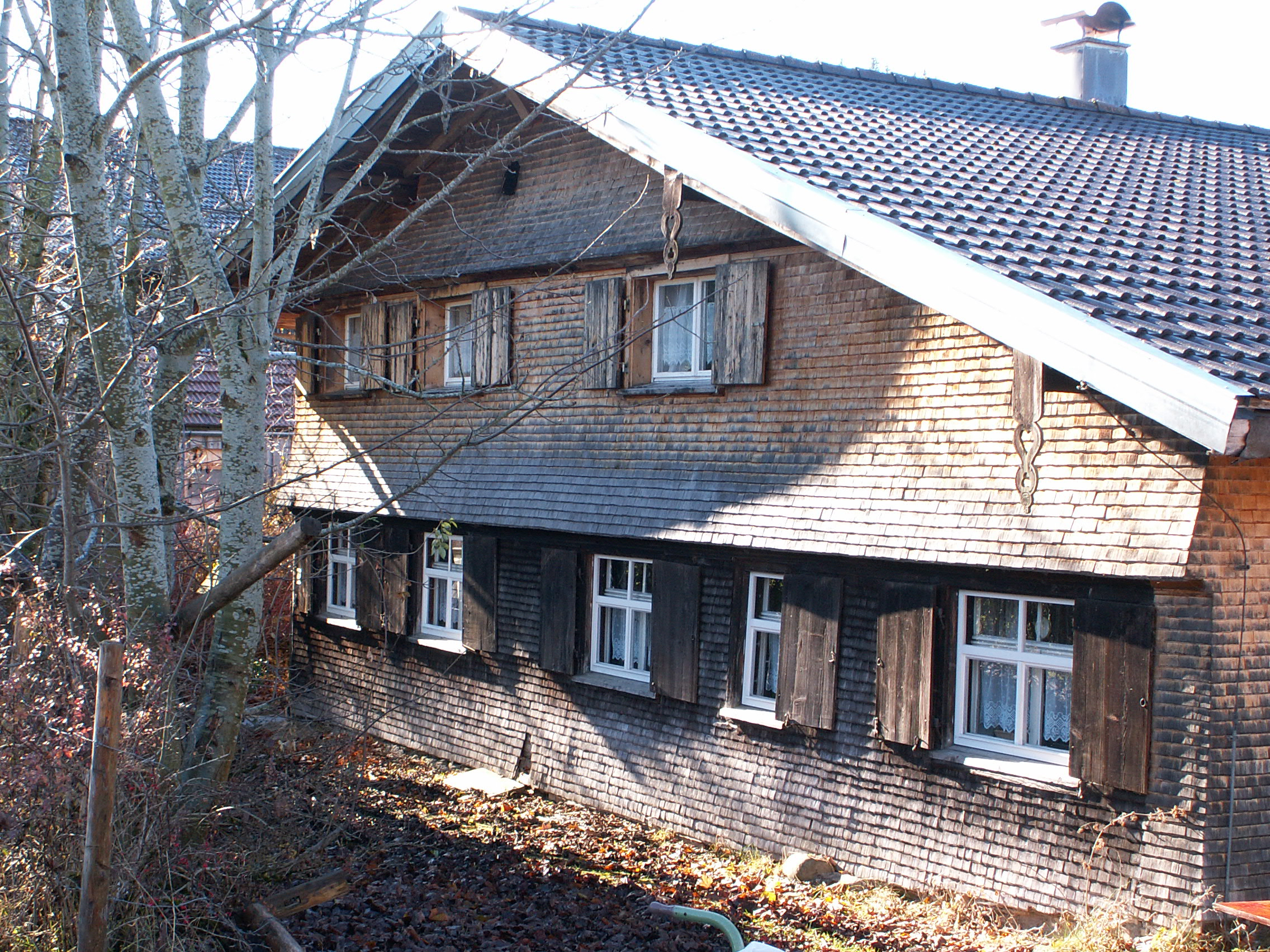
Typischer Hof in Pferrenberg: verschindelt, mit Klebdach und Allgäuer Fenstern